# Campiglossa hyalina
Campiglossa hyalina
 es una especie de insecto díptero que Foote describió científicamente por primera vez en el año 1979.
Esta especie pertenece al género Campiglossa de la familia Tephritidae.